# Lymphozele
Eine Lymphozele (engl. lymphocele) ist die Ansammlung von Lymphflüssigkeit in einem anatomisch dafür nicht vorgesehenen, das heißt, endothelfreien Raum. Von der Lymphozele zu unterscheiden sind die Lymphzyste und die Lymphfistel.
In einigen Publikationen werden die Begriffe Lymphozele und Lymphzyste fälschlicherweise synonym verwendet.

## Beschreibung und Pathogenese
Lymphozelen entstehen meist als Folge einer Lymphadenektomie (operative Entfernung eines Lymphknotens) in der Bauchhöhle oder im Beckenraum, insbesondere dann, wenn die abgetrennten Lymphgefäße nicht vollständig verschlossen wurden. Auch kann der natürliche Verschluss der Lymphgefäße durch Heparinisierung verzögert sein. In beiden Fällen tritt die Lymphflüssigkeit frei in das Gewebe aus und sammelt sich im Interstitium an. Eine andere Ursache für Lymphozelen kann ein Zerreißen der Lymphgefäße als Folge einer Verletzung sein.
Lymphozelen können aber auch nach Operationen in Weichteilen der Rumpfwand oder an den Beinen nach einer Krampfaderoperation entstehen.

## Therapie
Lymphozelen bedürfen in den meisten Fällen keiner Behandlung, da sie sich nach Wochen meist von selbst zurückbilden. Benachbarte Lymphgefäße übernehmen dann den Abtransport der Lymphe. Nur in wenigen Fällen ist eine operative Revision durch Punktion oder eine Verödung notwendig. Eine Therapieoption im Bauchraum ist die laparoskopische Lymphozelenfensterung.